# Alfinete
Alfinete é um instrumento em metal com uma ponta aguda e uma cabeça.

Outras grafias: alfenete.
Em subdialeto oliventino, é chamado de mola ou prisão da roupa.

## Descrição
A sua principal finalidade é prender, pregar, segurar, unir peças de vestuário, folhas de papel, etc.
Desempenhava um importante papel no vestuário tradicional e a sua utilização no traje feminino começava na puberdade. O alfinete agrafava as várias peças do vestuário (xaile, lenço, avental) e fixava os cabelos

## Galeria

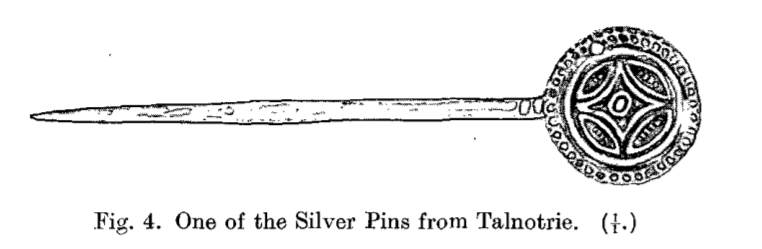
Alfinete
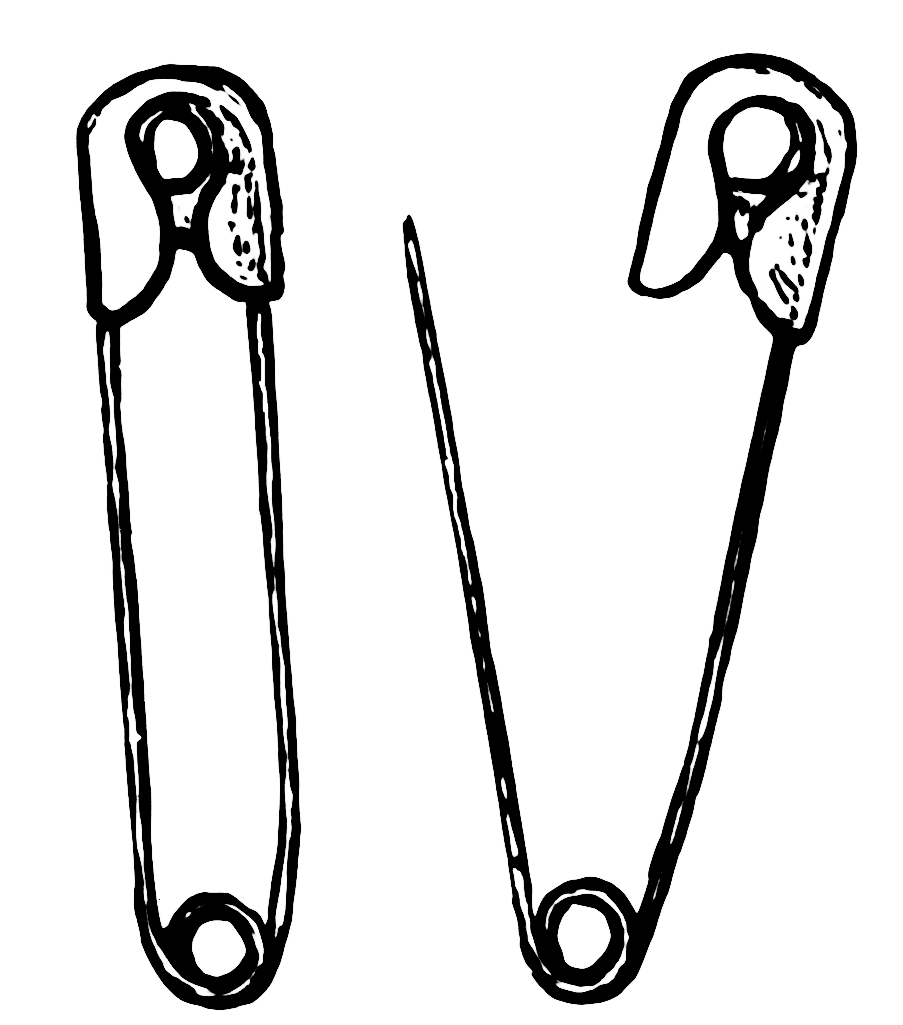
Alfinete de dama (ou de ama)
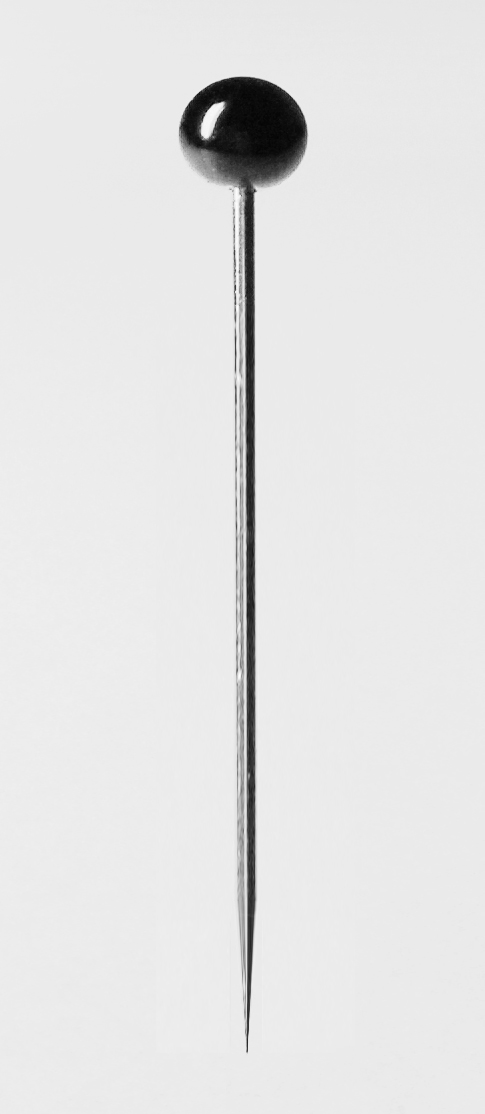
Alfinete de papel

### Outras informações
O termo deriva da palavra árabe Filele, que significa picar uma coisa, passando-a de parte a parte.
As arrecadas de alfinete são um tipo de brincos com ganchos que se metem nos orelhas e não se fecham.